# Hadrianus
 (novembre 2019).
Si vous disposez d'ouvrages ou d'articles de référence ou si vous connaissez des sites web de qualité traitant du thème abordé ici, merci de compléter l'article en donnant les références utiles à sa vérifiabilité et en les liant à la section « Notes et références ».
Ne doit pas être confondu avec Hadrien ou Hadrianus Junius.
Hadrianus (fl. 413-414) était un homme politique de l'Empire romain.

## Vie
Il fut préfet du prétoire d'Italie II en 413-414.
Il fut le père de Hadrianus et le grand-père paternel de Hadriana, femme de Rufius Postumius Festus.